# Sambogunung
Sambogunung is een bestuurslaag in het regentschap Gresik van de provincie Oost-Java, Indonesië. Sambogunung telt 2786 inwoners (volkstelling 2010).